# Ernst Mutschler (Mediziner)
Ernst Benno Mutschler (* 24. Mai 1931 in Isny im Allgäu) ist ein deutscher Pharmazeut und Pharmakologe. Er ist Emeritus für Pharmakologie. Er war Direktor des Pharmakologischen Instituts für Naturwissenschaftler der Universität Frankfurt am Main.

## Leben
Ernst Mutschlers Eltern waren Ernst Benno Mutschler und seine Frau Luise geb. Krauss. Im Herbst 1950 bestand er am Uhland-Gymnasium Tübingen die Abiturprüfung. Nach zweieinhalb Jahren als Apothekenpraktikant studierte er ab 1953 an der Ludwig-Maximilians-Universität München Pharmazie. 1955 wurde er im Corps Isaria recipiert.

### Tübingen
Nach drei Mensuren wechselte er an die Eberhard Karls Universität Tübingen, wo er am 3. Mai 1955 im befreundeten Corps Rhenania Tübingen recipiert wurde. Er klammerte die Charge des Conseniors und wurde nach drei Partien am 27. Februar 1956 inaktiviert. Nachdem er 1957 in Tübingen das pharmazeutische Staatsexamen bestanden hatte, studierte er Medizin. Mit einer Arbeit zur Analytik von Pilzinhaltsstoffen wurde er 1959 zum Dr. rer. nat. promoviert.

### Mainz
An der Johannes Gutenberg-Universität Mainz habilitierte er sich 1964 für Pharmazie. Thema seiner Habilitationsschrift waren die Chemie und die Pharmakologie der Alkaloide Damascenin und Arecolin. Als Assistent am Pharmazeutischen Institut bestand er 1965 das medizinische Staatsexamen. 1966 wurde er auch zum Dr. med. promoviert. 1968 wurde er zum Abteilungsvorsteher und Professor ernannt. Die Johann Wolfgang Goethe-Universität Frankfurt am Main berief ihn 1974 auf ihren Lehrstuhl für Pharmakologie und ernannte ihn zum Direktor des Pharmakologischen Instituts für Naturwissenschaftler. 1975 wurde er in den Vorstand der Deutschen Gesellschaft für Medizinische Chemie gewählt. Später kam er in den wissenschaftlichen Beirat der Bundesapothekerkammer und in den Wehrmedizinischen Beirat. 1980 nahm ihn die Akademie der Wissenschaften und der Literatur Mainz auf. 1997 wurde er emeritiert.

## Werk
Bekannt wurde Mutschler vor allem als Herausgeber und Mitherausgeber von zwei populären Lehrbüchern in den Bereichen Pharmakologie, Anatomie, Physiologie und Pathophysiologie des Menschen. Beide Bücher, insbesondere das als „der Mutschler“ bekannte Buch Arzneimittelwirkungen. Lehrbuch der Pharmakologie und Toxikologie, gelten als Standardwerke. Darüber hinaus ist er Autor und Koautor von mehr als 600 wissenschaftlichen Publikationen in den Bereichen Pharmakodynamik, Pharmakokinetik und Analytik von Arzneistoffen. Sein besonderes Forschungsinteresse galt der Synthese selektiver Agonisten und Antagonisten für Subtypen des Muscarin-Rezeptors.

## Ehrungen
- Verdienstorden der Bundesrepublik Deutschland, Bundesverdienstkreuz am Bande (1988)[8]
- Carl-Mannich-Medaille der Deutschen Pharmazeutischen Gesellschaft (1994)
- Schmiedeberg-Plakette der Deutschen Gesellschaft für Experimentelle und Klinische Pharmakologie und Toxikologie (2002)
- Høst-Madsen-Medaille, die höchste Auszeichnung des Welt-Apotheker-Verbandes (International Pharmaceutical Federation, FIP) (2003)[9]
- Dr. rer. nat. h. c. der Universität Regensburg (1997)
- Rottendorf-Preis für Pharmazie und Pharmakologie (1997)
- Dr. rer. nat. h. c. der Humboldt-Universität zu Berlin (1998)
- Aufnahme in die Europäische Akademie der Wissenschaften und Künste[10]
- Bundesverdienstkreuz 1. Klasse (2004)
- Honorary Fellowship des American College of Pharmacology (1996)
- Ehrenmitglied der Ungarischen, Slowakischen und Deutschen Pharmazeutischen Gesellschaft

## Schriften
- Arzneimittelwirkungen. Ein Lehrbuch der Pharmakologie für Pharmazeuten, Chemiker und Biologen. Wissenschaftliche Verlagsgesellschaft, Stuttgart 1970. Mehrere Neuauflagen und Bearbeitungen.
  - Gerd Geisslinger, Sabine Menzel, Thomas Gudermann, Burkhard Hinz, Peter Ruth: Mutschler Arzneimittelwirkungen. Pharmakologie – Klinische Pharmakologie –  Toxikologie. Begründet von Ernst Mutschler, 11. Auflage. Wissenschaftliche Verlagsgesellschaft, Stuttgart 2020, ISBN 978-3-8047-3663-4.
- mit Peter Vaupel, Hans-Georg Schaible: Thews, Mutschler, Vaupel: Anatomie, Physiologie, Pathophysiologie des Menschen
  - 6. Auflage. Wissenschaftliche Verlagsgesellschaft, Stuttgart 2007, ISBN 978-3-8047-2342-9, 981 Seiten.
  - 7. Auflage. Wissenschaftliche Verlagsgesellschaft, Stuttgart 2015. ISBN 978-3-8047-2979-7.
- mit Christoph Friedrich: Leuchttürme. Erfolgreiche Arzneimittelforscher im 20. Jahrhundert. Stuttgart 2020.